# Sthenonia albida
Sthenonia albida är en manetart som beskrevs av Johann Friedrich von Eschscholtz 1829. Sthenonia albida ingår i släktet Sthenonia och familjen Ulmaridae. Inga underarter finns listade i Catalogue of Life.